# 소수면
소수면(沼壽面)은 대한민국 충청북도 괴산군에 설치된 면이다.

## 개요
괴산군의 북서부에 위치하며 동쪽은 괴산읍, 서쪽은 사리면, 남쪽은 문광면, 북쪽은 음성군에 접하고 있다.

## 법정리
- 고마리
- 길선리
- 몽촌리
- 소암리
- 수리
- 아성리
- 옥현리
- 입암리

## 교육
- 소수초등학교 (수리)